# Los niños de San Vicente
Los niños de San Vicente (título original: The Boys of St. Vincent) es un telefilme canadiense de 1992 dirigida por John N. Smith y protagonizada por Henry Czerny. Está basada en hechos reales.

## Argumento
En un orfanato católico llamado San Vicente en la isla de Terranova, Canadá, un grupo de niños residentes está luchando desesperadamente para escapar de la pesadilla del abuso físico y sexual en ese lugar dirigido por el director Peter Lavin que está metido de lleno en ello. Sus gritos de ayuda son desatendidos, aunque un portero, Mike Finn, y un policía, Detective Noseworthy, tratan de actuar al respecto. Cuando empieza a salir la verdad, funcionarios de la Iglesia, la policía y altos funcionarios del gobierno conspiran para frenar a la justicia. La cúpula de la iglesia lo hace para proteger su imagen sin importarles otra cosa, los altos miembros del gobierno lo hacen, porque han estado apoyando esta institución y no quieren que salga a la luz lo que ocurre para así proteger su imagen, mientras que altos miembros de la policía prefieren hacer carrera y quedar bien con el gobierno encubriendo todo esto que proteger a los niños. 
Mientras tanto, para las víctimas, sólo hay vergüenza y amargura. Sin embargo quince años después se vuelve a abrir el caso. También sale a la luz la conspiración de encubrimiento, porque el policía que intentó ayudar se encarga de ello. Por un lado se enjuicia así a los responsables mientras que se abre una investigación para investigar todo lo ocurrido. Por otro lado las víctimas tienen que enfrentarse a lo que ocurrió. Los responsables de la conspiración se salen con la suya mintiendo sistemáticamente y haciendo también cargar la culpa a altos dirigentes muertos que no tienen nada que ver con ello. En cuanto a las víctimas, algunos pueden ir hacia adelante, mientras que otros se enfermaron psíquicamente por lo ocurrido e incluso otros se suicidan. Finalmente parte de los monjes victimarios se salen con la suya mientras que otros, entre ellos el antiguo director, son condenados y repudiados.

## Reparto
- Henry Czerny - Hermano Peter Lavin
- Johnny Morina	- Kevin Reevey
- Brian Dooley - Detective Noseworthy
- Philip Dinn -	Mike Finn
- Brian Dodd - Steven Lunny
- Michael Wade - Hermano MacLaverty
- Ashley Billard - Brian Lunny
- Jeremy Keefe - Mike Sproule
- Jonathan Lewis - Eddie Linnane
- Greg Thomey - Hermano Glackin

## Producción
El guion tuvo su inspiración en el escándalo del orfanato Mount Cashel en la isla de Terranova. El orfanato fue dirigido por Christian Brothers, un grupo dentro de la iglesia católica. Aproximadamente 300 niños fueron abusados sexualmente y fiscamente. En 1975 se encubrió una investigación al respecto. Finalmente en 1989 salió todo a la luz, 15 personas fueron detenidas, el orfanato fue cerrado, y ha habido todavía en mayo de 2009 50 acusaciones civiles por lo ocurrido. Finalmente en 1992 Christian Brothers tuvo que pedir perdón por lo ocurrido.
Fue rodada en enero y febrero de 1992 en Montreal. Lo más difícil en el rodaje fueron las escenas con los niños a causa del tema y las correspondientes escenas, por lo que los actores de edad menor siempre fueron asistidos en esas escenas por sus padres y por un pediatra.

## Estreno
La película fue estrenada en dos partes el 6 y el 7 de diciembre de 1992. Internacionalmente se estrenó como una única película.

## Recepción
Cuando se publicó, la película estuvo lleno de controversia. Fue prohibida en Ontario en 1992 para evitar un juicio injusto a 4 miembros de Christian Brothers acusados por los abusos en ese lugar. Fue muy bien acogida por la crítica por su esfuerzo de tratar algo así objetivamente.
Al final se convirtió en una de las películas más controvertidas y de mayor impresión que han producido entre la crítica y el público aunque tuvo problemas de estreno a causa de presiones eclesiásticas.

## Premios
- Premios Gemini: 7 Premios; 2 Nominaciones